# Премія Курчати Ціпа
Премія Курчати Ціпа (англ. Chicken Little Award, по імені головного героя мультфільму Курча Ціпа Марка Діндала), повна назва Премія Курчати Ціпа за перебільшені пророцтва невідворотного руйнування довкілля (англ. The "Chicken Little" Award for Exaggerated Predictions About the Impending Destruction of Our Environment}}) — жартівлива премія, заснована Центром національної стурбованості одночасно з премією імені Джуліана Саймона, що присуджується за тверезий погляд на ті ж проблеми. Про свою підтримку премії заявила також організація Проект «Наука і політика в області довкілля»(англ. The Science and Environmental Policy Project)
Лауреатами премії, зокрема, стали Пол Ерліх (2001), що неодноразово висловлювався на підтримку ідей мальтузіанства про катастрофічну перенаселеність Землі і, зокрема, який заявив у книзі «The Population Bomb» (1968), що «впродовж 1970-80-х рр. мільйони людей помруть від голоду» (англ. The battle to feed humanity is over.  In the 1970s and 1980s hundreds of millions of people will starve to death), науковий оглядач New York Times Вільям Стівенс (1995) за написання понад 90 статей про загрозу глобального потепління (яка, на думку творців премії, не має під собою наукових підстав), штат Каліфорнія (2000) за стримування програми електрифікації з міркувань охорони довкілля і інші особи і організації.

### Ресурси Інтернету
- Центр національної стурбованості
- Неочевидне і неймовірне